# Рауэнберг
Рауэнберг (нем. Rauenberg) — город в Германии, в земле Баден-Вюртемберг. 
Подчинён административному округу Карлсруэ. Входит в состав района Рейн-Неккар.  Население составляет 7959 человек (на 31 декабря 2010 года). Занимает площадь 11,12 км². Официальный код  —  08 2 26 065.
Город подразделяется на 3 городских района.